# Ambassade de Saint-Marin en France
L'ambassade de Saint-Marin en France est la représentation diplomatique de la république de Saint-Marin auprès de la République française. Elle est située au n°5 de l'avenue Gourgaud dans le 17e arrondissement de Paris, la capitale du pays. Son ambassadeur est, depuis 2023, Leopoldo Guardigli.
En province, deux consulats honoraires saint-marinais sont établis, à Bordeaux et à Grenoble.

## Histoire
Dans les années 1900, la légation de Saint-Marin se trouvait 44 avenue du Bois-de-Boulogne (9e arrondissement), tandis que le consulat général était installé 12 rue Paul-Baudry (8e arrondissement).

## Liste des ambassadeurs
| Date de nomination | Date de remise des lettres de créance | Date de remise des lettres de créance | Diplomate                  |
| ------------------ | ------------------------------------- | ------------------------------------- | -------------------------- |
|                    | 19 octobre 1994                       | [ JORF 1 ]                            | Isa Corinaldi de Benedetti |
|                    | 13 octobre 2006                       | [ JORF 2 ]                            | Mario de Benedetti         |
|                    | 22 décembre 2011                      | [ JORF 3 ]                            | Gianpiero Samori           |
|                    | 15 février 2016                       | [ JORF 4 ]                            | Savina Zafferani           |
|                    | 22 septembre 2023                     | [ JORF 5 ]                            | Leopoldo Guardigli         |